# Säurewecker
Mit dem Begriff Säurewecker sind Starterkulturen aus Milchsäurebakterien gemeint, die bei der Milchverarbeitung eine wesentliche Rolle spielen. Wie der Name vermuten lässt, soll diese Starterkultur die Säuerung „wecken“, das heißt den Milchzucker zu Milchsäure abbauen.
In der Milchwirtschaft bezeichnet man mit Säurewecker vor allem mesophile Kulturen, die für die Käseherstellung verwendet werden, in Abgrenzung zu anderen Säuerungskulturen wie thermophilen Joghurtkulturen. Es werden hierbei vor allen Bakterien der Gattungen Lactococcus und Leuconostoc verwendet. Zur Anzucht einer Säureweckerkultur wird meist Magermilch als Kulturenmedium in einem Tank auf 95 °C erhitzt und für 30 Minuten heißgehalten. Dies dient der Sterilisierung der Magermilch, um unerwünschtes Bakterienwachstum zu vermeiden. Die erhitzte Milch wird nun auf die gewünschte Bebrütungstemperatur für die verwendete Kultur abgekühlt (ca. 20–24 °C) und danach mit den Säuerungskulturen beimpft. Diese Milch wird anschließend für ungefähr 18–24 h bebrütet, bis die Bakterien den pH-Wert auf ca. 4,20–4,40 gesenkt haben.
Säurewecker können auch zum Starten milchsaurer Gärungen (z. B. zur Herstellung von Sauerkraut) verwendet werden.